# Karien

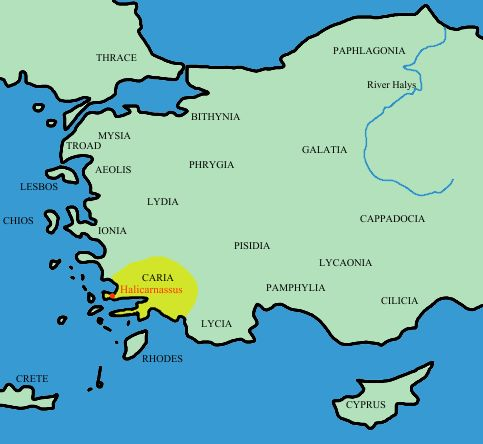
Karien

Karien  (grekiska: Καρια, latin: Caria) var ett antikt kustlandskap i Mindre Asien, begränsat i norr av Lydien, i nordost av Frygien och i öster av Lykien. 

## Natur
Ned mot kusten sträcker sig åtskilliga utgrenade bergskedjor från det västliga Tauros, bland vilka Latmos är den mest betydande. Delvis utlöper dessa i långt utskjutande berguddar, exempelvis Mykale, och mellan dem ligger djupt inskärande havsvikar (den latmiska, iassiska och keraniiska viken). Huvudfloden är Maiandros, som kommer från Frygien och flyter ut i den latmiska havsviken. Dess breda floddal är mycket fruktbar. I övrigt är landet till stor del bergigt.

## Befolkning
Karerna (grekiska kares) var ett indoeuropeiskt folk som stod i dåligt rykte dels som sjörövare, dels under senare tider som föga pålitliga legotrupper. Deras språk hette kariska. I det inre landet bodde fryger, pisider och lyder. Karerna ska ha härskat över stora områden i förhistorisk tid, men trängdes efter år 1000 f.Kr. tillbaka av grekiska nybyggare av dels jonisk, dels dorisk nationalitet, som slog sig ned i kusttrakterna och på de utanför belägna stora öarna Kos och Rhodos. Bland de joniska städerna på norra delen av den västra kuststräckan kan särskilt nämnas Miletos och Magnesia. Längre mot söder låg de betydande doriska städerna Halikarnassos och Knidos, som med städerna Ialysos, Lindos och Kameiros på Rhodos och med Kos på ön med samma namn, bildade ett statsförbund, det så kallade doriska hexapolis.

## Historia
Karien lades av Kroisos under det lydiska riket och sedermera av Kyros under det persiska. Genom grekernas segrar över perserna i Perserkrigen befriades de kariska kuststäderna och slöt sig till det attiska sjöförbundet, men återföll efter dess upplösning ånyo under persiskt välde. Mestadels styrdes dock Karien av inhemska härskare, som mer till namnet än i verkligheten var persiska lydfurstar. Mest bekanta bland dessa är Mausollos (377-353 f.Kr.) samt hans gemål och syster Artemisia, som efterträdde honom i regeringen. Efter Alexander den stores död var landet ett tvistefrö mellan åtskilliga av hans fältherrar, men införlivades till sist med det seleukidiska riket. Under romarnas välde var det en tid (efter 189 f.Kr.) överlåtet åt rhoderna, men sedermera förklarades dess städer för självständiga. Inom det Osmanska riket utgjorde det en del av vilajetet Aldin.

## Botanik
Carum = kummin är efter latin carum, careum	och grekiska karon, båda med betydelsen spiskummin - inte brödkummin. Enligt Plinius omkring år 70 syftade namnet på den ursprungliga och bästa växtplatsen för spiskummin, Caria (Karien) i dagens sydvästra Turkiet.